# Eosphora najas
Eosphora najas är en hjuldjursart som beskrevs av Ehrenberg 1830. Eosphora najas ingår i släktet Eosphora och familjen Notommatidae. Inga underarter finns listade i Catalogue of Life.